# Xinran Xue
Xuē Xīnrán 薛欣然 (Beijing, 1958), locutora i periodista xinesa, va presentar el programa de ràdio “Paraules en la brisa nocturna” a Radio Xina i amb els testimonis de les dones xineses que van explicar les seves experiències al programa. Va viatjar a Londres i va escriure el seu primer llibre, “Ser dona a la Xina”, que va crear moltes controvèrsies.

## Biografia
Nascuda a una família ben acomodada durant la Revolució Cultural els seus pares van ser acusats pel govern de Mao com capitalistes i van ser empresonats i ella va ser aïllada de la resta de nens.
El 1980 va començar a treballar a Radio Xina al programa “Paraules en la brisa nocturna” i va esdevenir una de les periodistes més importants del país. El seu programa era de testimonis i es basava en que totes les dones xineses que havien patit qualsevol mena de maltractament a causa de la seva condició s'expressessin i expliquessin la seva història al món. Encara que a la Xina no es pot viatjar lliurement ella ho va poder fer a causa de la seva condició de periodista.
El 1997 es va traslladar a Londres per tal de poder escriure el seu primer llibre “Néixer dona en Xina” sense cap mena de repressió per part del govern xinès, en el llibre es feia un recull de les històries més impactants que va escoltar o que va veure durant el seu programa de ràdio o els seus viatges. El context històric de la majoria d'elles era la Revolució cultural i el govern comunista de Mao. Va començar treballant d'assistenta de la llar per tal de pagar les seves necessitats bàsiques fins que va publicar el llibre el 2002 i va tenir un gran èxit (es va traduir a més de 30 idiomes).
“Cel soterrat” el seu segon llibre publicat el 2004 tracta sobre la vida de Shu Wen i el seu marit que és destinat al Tibet per tal d'ajudar a unificar les dues cultures.
El 2007 va publicar “Allò que els xinesos no mengen” on tracta una àmplia varietat de temes, des de l'alimentació, als costums, a l'educació sexual dels xinesos. El 2007 va publicar també la novel·la “Miss palets” que relata la història real de tres dones que deixen el camp per anar a la ciutat per demostrar-li al món que no són només palets que és el nom amb què s'anomena a les dones per ser fràgils, sense valor i d'un sol ús.
“Generació Mao: les veus d'una generació silenciada” és el seu darrer llibre publicat al Regne Unit el 2008 que tracta sobre els anys de la Revolució Cultural i que espera restaurar la veritable vida dels xinesos durant aquells anys.
Xinran és membre del Consell de l'assessor de la Casa del Festival Àsia, d'Àsia Literatura i ha creat una organització anomenada “Mares: El pont de l'amor” per ajudar a les mares que han perdut als seus fills i a tots els nens xinesos del món.

## Obres
- Néixer dona en Xina: Les veus ocultes (2003)
- Cel soterrat (2004)
- Allò que els xinesos no mengen (2006)
- Mis palets (2007)
- Generació Mao: Veus d'una generació silenciada (2008)
- Missatge d'una desconeguda mare Xina (2010).